# Ryūō
Ryūō (竜王町?) è una cittadina giapponese della prefettura di Shiga.